# Jablaničko jezero
Jablaničko jezero – jezioro zaporowe na rzece Neretwie w północnej części kantonu hercegowińsko-neretwiańskiego w Bośni i Hercegowinie. Przy maksymalnym napełnieniu lustro wody znajduje się na wysokości 270 m n.p.m. Jezioro ma wtedy powierzchnię 13,3 km², długość 30 km, głębokość 80 m., a wahania poziomu wody dochodzą do 25 m. Leży między miastami Jablanica i Konjic i znajduje się na terenie ich gmin.
Jezioro powstało w 1953 r. wraz z budową elektrowni wodnej Jablanica, która zaczęła działać 1955 r. i ma moc 180 MW. Zapora wodna o wysokości 80 m leży 5 km na północ od Jablanicy. Drugą pod względem wielkości rzeką, zasilającą jezioro, jest Rama.
Jezioro stało się celem dla turystów, miłośników sportów wodnych i wędkarzy. Było bogate w różne gatunki ryb, jak pstrągi, karpie, karasie, glavatica i klenie.
W styczniu 2017 r. jezioro zostało prawie całkowicie opróżnione. Ocenia się, że wskutek tego zginęło około 2 mln ryb.

## Galeria

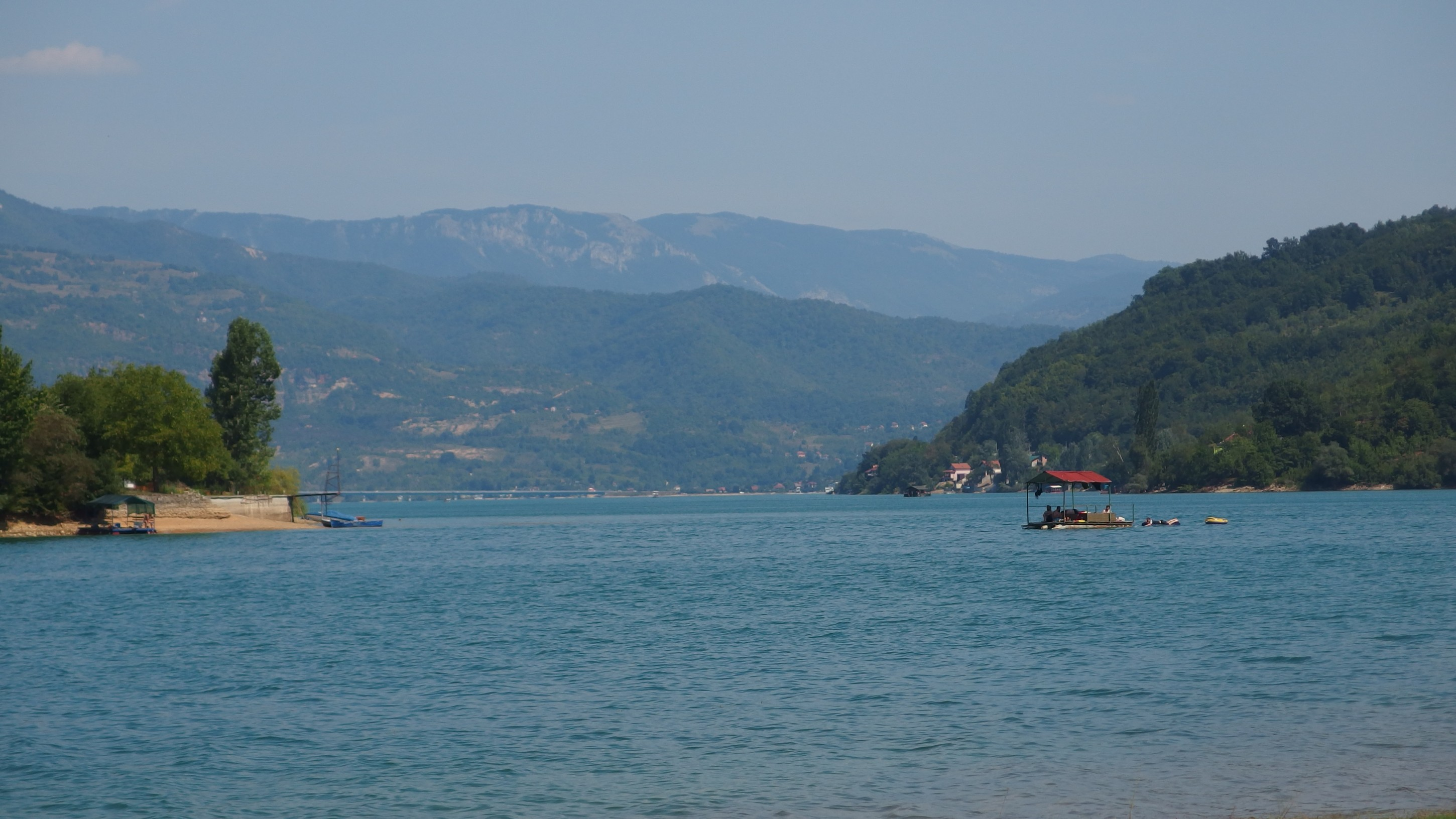
Łódź na jeziorze
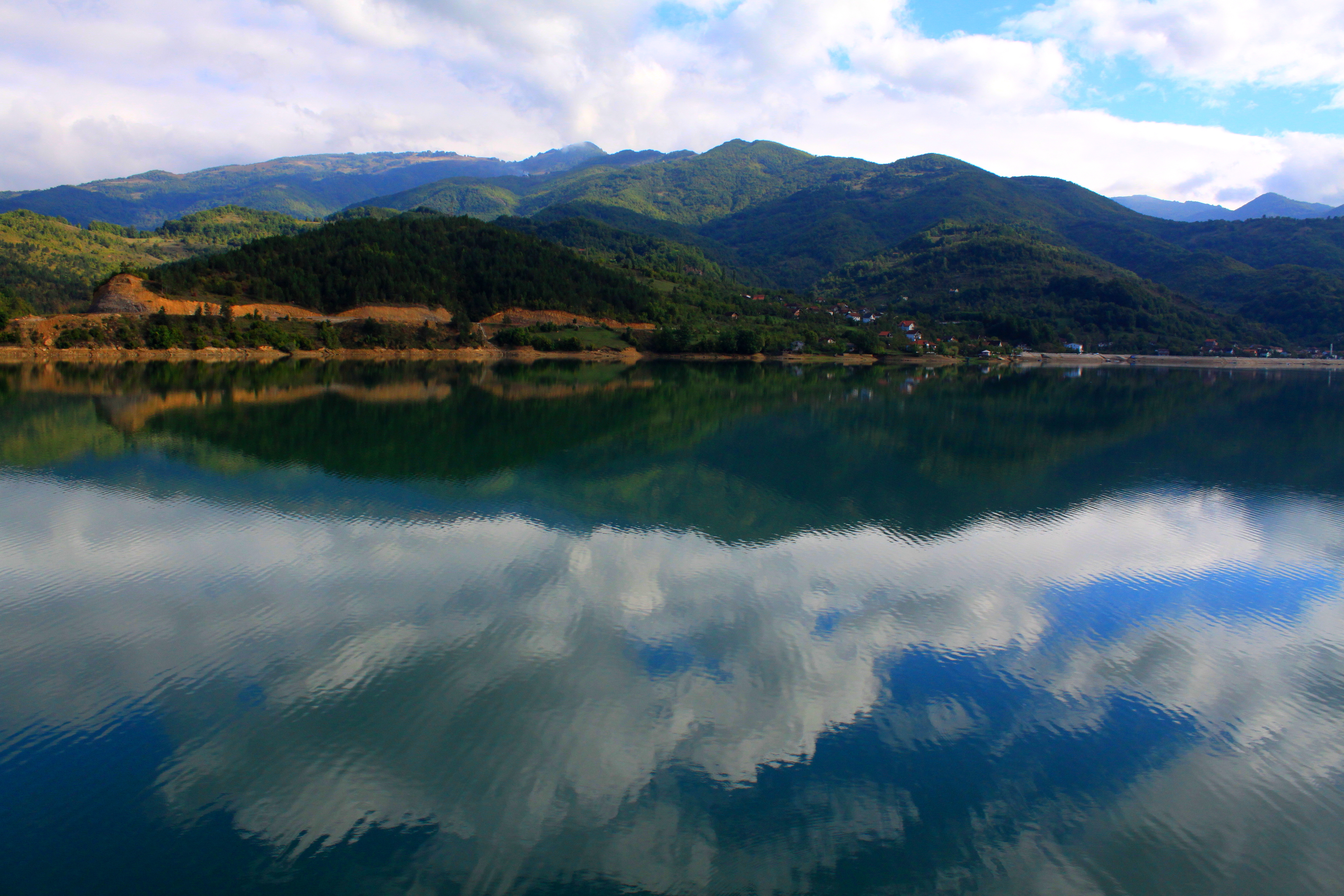
Jablaničko jezero latem
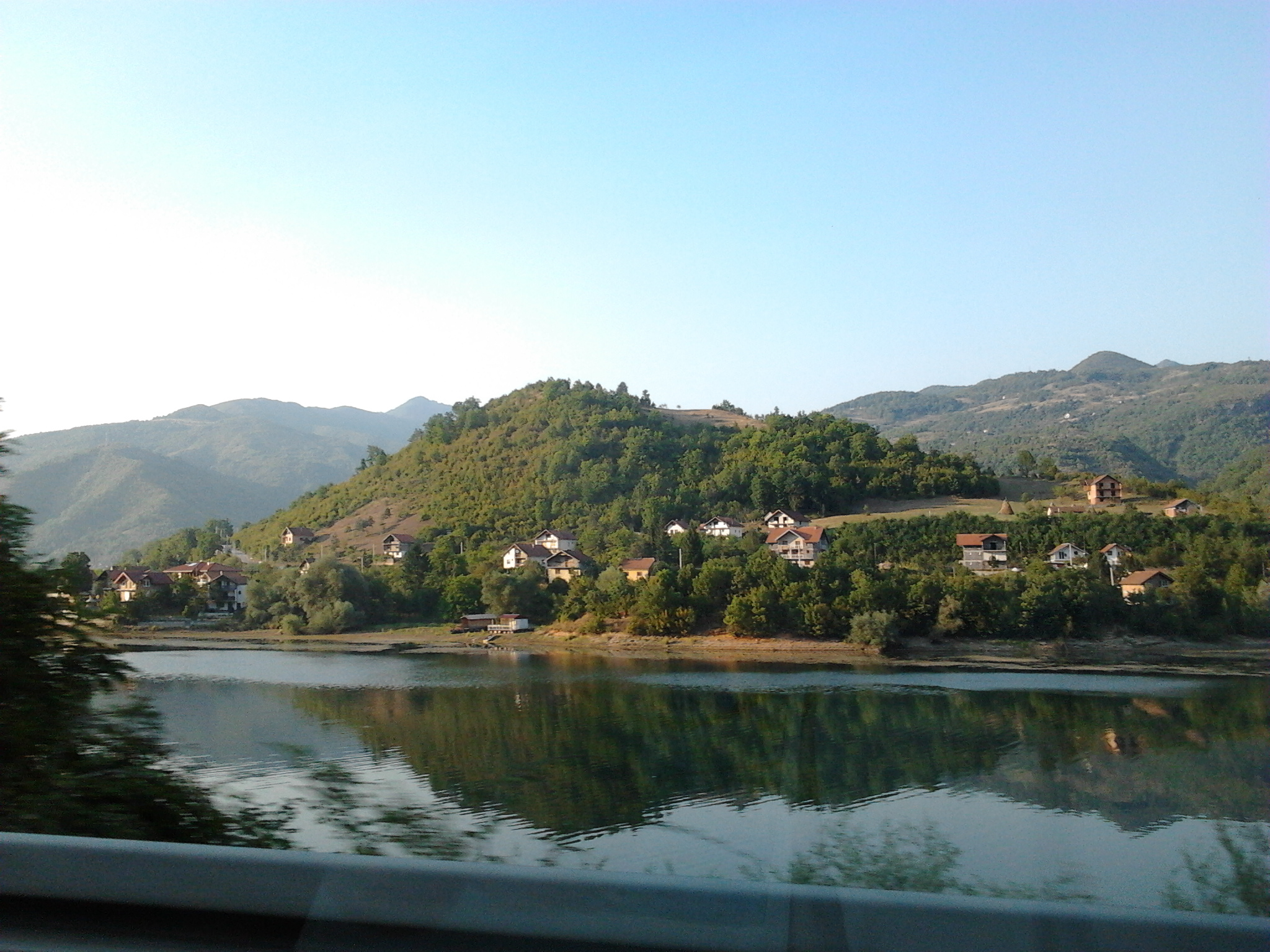
Jablaničko jezero
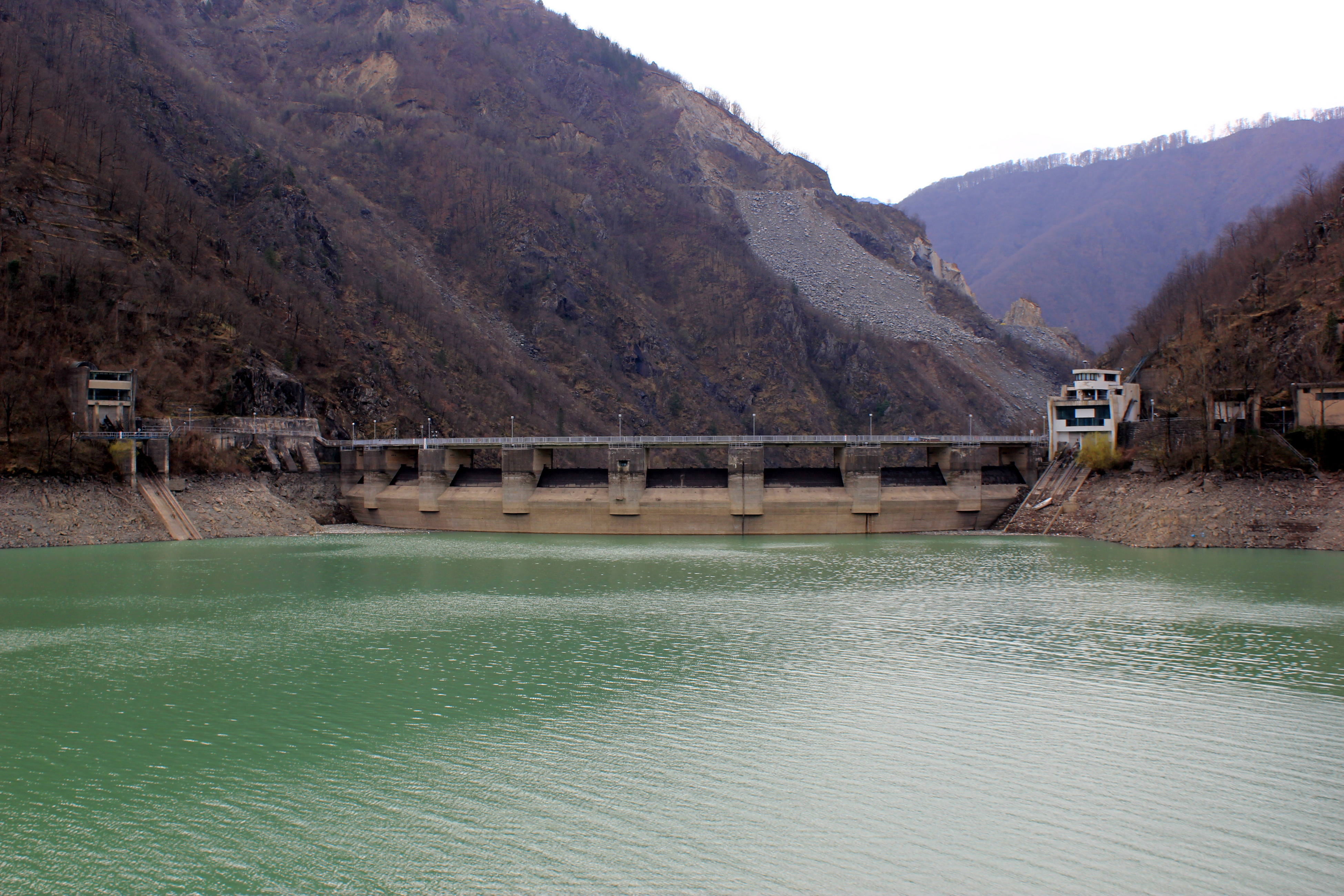
Zapora zbiornika